# Enric Climent i Viñas
Enric Climent i Viñas (Barcelona, 1910 - 1983) va ser músic i promotor musical. Fundà l'editorial musical Clivis Publicacions.
Nasqué a Barcelona d'una família de classe mitjana amb una alta formació cultural. Estudià música al Conservatori Municipal de Música de Barcelona on aconseguí el títol de viola; posteriorment guanyà per oposició la plaça d'aquest instrument a l'Orquestra Municipal de Barcelona de la qual fou membre fundador sota la direcció d'Eduard Toldrà i continuà amb l'Orquestra Ciutat de Barcelona sota la direcció del mestre Antoni Ros Marbà, fins a l'any 1980.
El seu caràcter emprenedor i extravertit el portà a estar sempre endegant i col·laborant en petits i grans projectes musicals de l'època. La seva passió per la música vocal el dugué a formar part de diverses formacions com l'Orfeó Gracienc, sota el mestratge de Joan Balcells, entitat de la qual el seu pare Josep Climent i Pasqual en fou secretari. Més tard fundà la Capella Clàssica Polifònica que dirigí el mestre Enric Ribó. Cap a l'any 1935 fundà juntament amb Vicenç Mariano, Gaietà Renom i August Dalet el grup vocal masculí Quartet Orpheus, que tingué una llarga vida. L'any 1946 inicià el que, durant gairebé deu anys, seria el Quartet Filharmonia format per la soprano Emília Quer, la contralt Núria Quer, la seva esposa, el tenor Emili Forés o Francesc Paulet en la segona etapa i Enric Climent com a baix i director; era una formació de gran qualitat cambrística que portà a terme nombroses actuacions amb una extensa gamma de repertoris que anaven des de la música hispànica del Renaixement, fins a l'estrena d'obres d'autors contemporanis. Els musicòlegs Higini Anglès i Miquel Querol van encarregar la interpretació de nombrosos manuscrits inèdits al Quartet Filharmonia per tal d'il·lustrar les seves conferències arreu del món.
A la Sala Vila-Arrufat de la Casa Bartomeu, Enric Climent va tenir un protagonisme rellevant com a quartetista, com a solista, com a director d'escena, i com a gestor. De la mà del mecenes Josep Bartomeu i Granell contactà amb grans intèrprets i portà a terme importants cicles com foren «El lied a través dels temps», «La música vocal francesa», «Compositors ibèrics dels segles XIII al XVI», «Els precursors italians i anglesos», «Els precursors alemanys i francesos», i un cicle Johannes Brahms, entre molts d'altres.
Com a solista actuà en diferents obres escèniques com ara el cicle "La música vocal francesa: Els contemporanis", acompanyat al piano per Maria Teresa Balcells. També intervingué dins el cicle "La virtut de la música i el Mite d'Orfeu" en diversos papers com a solista. Estrenà obres com "El Bestiari" de Darius Milhaud, etc. Queden pocs testimonis sonors de la seva tasca interpretativa malgrat haver actuat per emissores com Radio Barcelona, Ràdio Nacional de España o la BBC de Londres.
Des del 1953 col·laborà amb l'Associació Musical Estela, orquestra dirigida pel mestre J. Bodmer, entitat vinculada a esdeveniments importants com l'Ópera de Cambra de Barcelona que com a director d'escena portà a terme el muntatge i l'estrena d'òperes com El Telèfon de Gian Carlo Menotti, Eridon i Amina de Josep Maria Roma o Màgia de Ricard Lamote de Grignon entre d'altres, al costat del pintor Ramon Rogent que va realitzar-ne les escenografies originals.
De jove aprengué l'ofici de gravador de música a la Casa Boileau i s'aficionà a l'art editorial amb el qual inicià l'editorial Clivis Publicacions l'any 1946 amb l'edició de les Canciones Negras de Xavier Montsalvatge i un extens repertori de música polifònica. Amb el temps veié la necessitat de publicar amb més dedicació els autors catalans, que en aquell temps s'editaven fora de Catalunya. Impulsà compositors joves com Salvador Brotons, Francisco Fleta Polo, iniciant obres cabdals com ara la col·lecció de «Música Tradicional Catalana» dirigida per Josep Crivillé i Bargalló, entre moltes altres obres d'interès del patrimoni català. Sempre va prioritzar la qualitat per sobre de la rendibilitat econòmica.